# Nord 3400
Nord 3400 Norbarbe byl francouzský dvoumístný pozorovací a sanitní letoun vyráběný společností Nord Aviation pro Aviation légère de l'Armée de terre.

## Vznik a vývoj

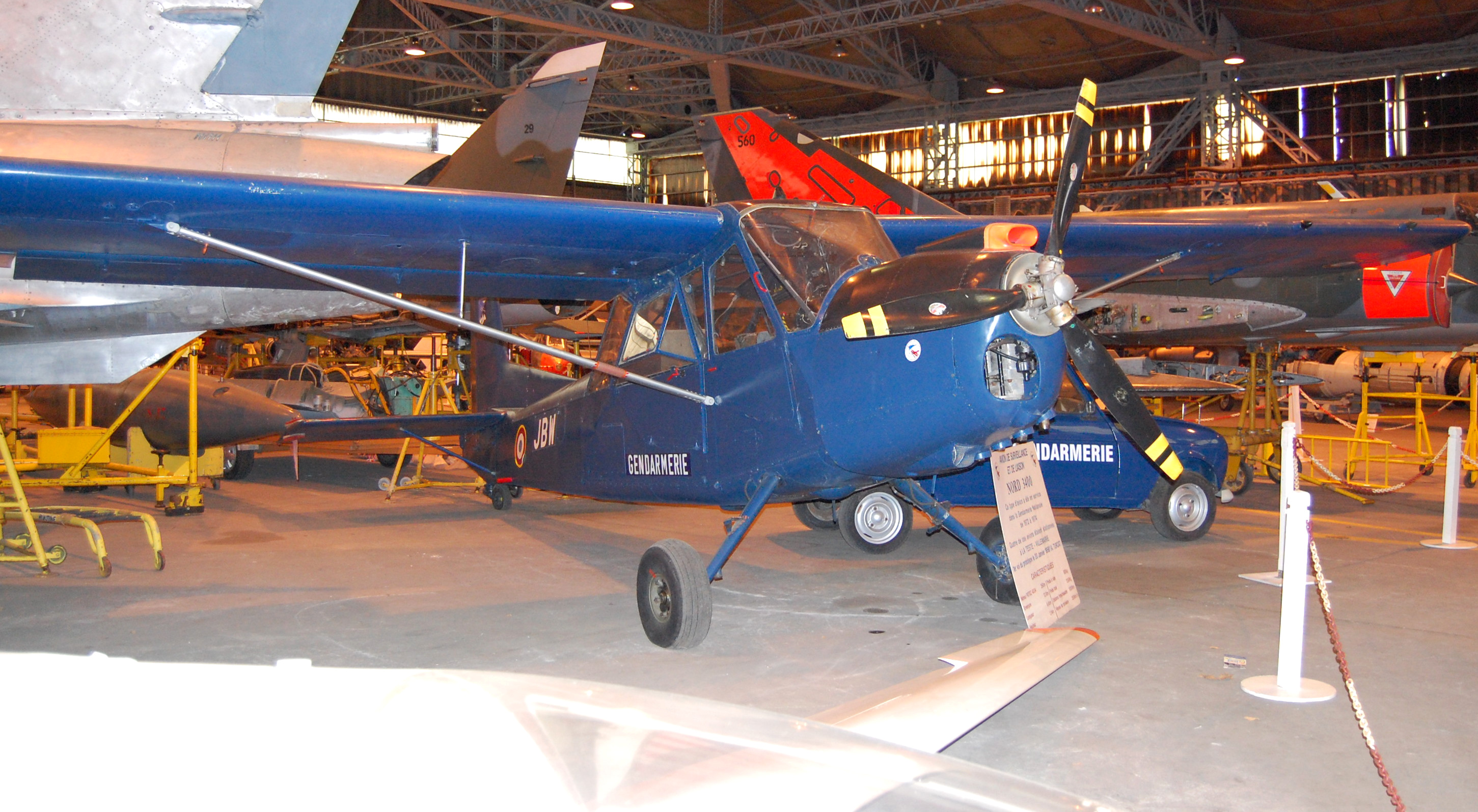
Nord 3400 v barvách francouzského četnictva Gendarmerie Nationale, zachovaný ve sbírkách Conservatoire de l'air et de l'espace d'Aquitaine (CAEA)

Nord 3400 byl zkonstruován aby splnil požadavek armády Francie  na dvoumístný lehký pozorovací letoun, schopný sekundárně nasazení i při evakuaci raněných. Jednalo se o celokovový hornoplošník s křídlem vyztuženým vzpěrami s pevným podvozkem záďového typu a uzavřeným kokpitem pro pilota a pozorovatele tandemového uspořádání. Prototyp, imatrikulovaný F-MBTD, poprvé vzlétl 20. ledna 1958 poháněný motorem Potez 4D-30 o výkonu 240 hp (179 kW). Následován byl druhým strojem se zvětšenou plochou křídla a motorem Potez 4D-34 o výkonu 260 hp (194 kW). Francouzská armáda poté objednala sériovou výrobu 150 kusů v provedení odpovídajícím druhému prototypu.

## Operační historie
Celou produkci stroje odebralo Aviation légère de l'Armée de terre, ale Nord 3400 ve službě u prvoliniových jednotek vojskového letectva setrval jen krátce a brzy u nich byl nahrazen vrtulníky. Typ poté dosloužil jako cvičný a v dalších pomocných úlohách. 
Francouzské četnictvo získalo od armády šest kusů, které používalo k leteckému řízení silničního provozu a monitorování demonstrací, zejména z letiště Villemarie v kantonu La Teste-de-Buch.

## Uživatelé
- Francie
  - Aviation légère de l'Armée de terre
  - Gendarmerie Nationale

## Specifikace
Údaje podle

### Technické údaje
- Osádka: 2 (pilot a pozorovatel)
- Rozpětí: 13,00 m
- Délka: 8,42 m
- Výška: 2,20 m
- Nosná plocha: 20,82 m²
- Prázdná hmotnost: 920 kg
- Vzletová hmotnost: 1 350 kg
- Pohonná jednotka: 1 × vzduchem chlazený čtyřválcový řadový motor Potez 4D-34
- Výkon pohonné jednotky: 194 kW (260 hp)

### Výkony
- Maximální rychlost: 235 km/h
- Dolet: 1 000 km